# Christopher Cousins
Christopher Cousins (New York, 27 settembre 1960) è un attore statunitense.

## Biografia
Ha iniziato la sua carriera nella televisione verso il 1986. È conosciuto come il truffatore Cain Rogan nella soap opera Una vita da vivere nei primi anni e la metà del 1990. Recitò nel 2001 una breve parte in Stargate SG-1. Possiamo includere il ruolo del cattivo Daniel nel film Appuntamento a Wicker Park (2004), di Bill in The Grudge 2 (2006) e di David Williams in Nella rete del serial killer (2008). Dal 2009 al 2012 è apparso nella serie dell'AMC Breaking Bad nel ruolo di Ted Beneke, capo e amante di Skyler White, moglie del protagonista. Nel 2011 partecipa al film TV William & Kate - Una favola moderna nel ruolo del padre di Kate, Michael Middleton. Dal 2013 al 2015 ha il ruolo del sovrintendente Bob Harris nella serie Glee. Sempre nel 2013 fino al 2014 interpreta la parte di Victor Doyle nella serie della NBC Revolution. Nel 2024 entra nel cast ricorrente della soap opera Febbre d'amore nel ruolo di Alan Laurent.

## Filmografia

### Cinema
- Furia incontrollata, regia di Douglas Grossman (1989)
- Gioco d'amore (For Love of the Game), regia di Sam Raimi (1999)
- Appuntamento a Wicker Park (Wicker Park), regia di Paul McGuigan (2004)
- The Grudge 2, regia di Takashi Shimizu (2006)
- Nella rete del serial killer (Untraceable), di Gregory Hoblit (2008)
- Hangman, regia di Bradley Battersby (2009)
- Draft Day, regia di Ivan Reitman (2014)
- Caretakers, regia di George Loomis e Elias Talbot (2018)

### Televisione
- Destini (Another World) – serial TV, 3 puntate (1986)
- Così gira il mondo (As the World Turns) – serial TV, 1 puntata (1990)
- Una vita da vivere (One Life to Live) – serial TV, 41 puntate (1991-2008)
- Law & Order - I due volti della giustizia (Law & Order) – serie TV, episodi 5x08 - 7x11 (1994-1997)
- New York Undercover – serie TV, episodio 1x12 (1994)
- Swift - Il giustiziere (Swift Justice) – serie TV, episodio 1x13 (1996)
- L'ora della violenza 2 (The Substitute 2: School's Out), regia di Steven Pearl – film TV (1998)
- JAG - Avvocati in divisa (JAG) – serie TV, episodio 5x14 (2000)
- Opposite Sex – serie TV, 4 episodi (2000)
- In tribunale con Lynn (Family Law) – serie TV, episodio 2x19 (2001)
- Stargate SG-1 – serie TV, episodi 4x16 - 5x10 (2001)
- Invisible Man (The Invisible Man) – serie TV, episodio 2x15 (2001)
- La vendetta del Ragno Nero (Earth vs. the Spider), regia di Scott Ziehl – film TV (2001)
- Crossing Jordan – serie TV, episodio 1x03 (2001)
- Boston Public – serie TV, episodio 2x16 (2002)
- The Practice - Professione avvocati (The Practice) – serie TV, episodio 7x08 (2002)
- Miracles – serie TV, episodio 1x02 (2003)
- The O.C. – serie TV, episodio 1x04 (2003)
- West Wing - Tutti gli uomini del Presidente (The West Wing) – serie TV, episodio 5x04 (2003)
- American Dreams – serie TV, 4 episodi (2003-2005)
- E.R. - Medici in prima linea (ER) – serie TV, episodio 10x12 (2004)
- Joan of Arcadia – serie TV, episodi 2x01 - 2x03 (2004)
- Senza traccia (Without a Trace) – serie TV, episodio 3x06 (2004)
- CSI: Miami – serie TV, episodio 3x16 (2005)
- Close to Home - Giustizia ad ogni costo (Close to Home) – serie TV, episodio 1x02 (2005)
- CSI: NY – serie TV, episodio 2x06 (2005)
- Cold Case - Delitti irrisolti (Cold Case) – serie TV, episodio 3x08 (2005)
- In Justice – serie TV, episodio 1x04 (2006)
- Las Vegas – serie TV, episodio 3x14 (2006)
- Dr. House - Medical Division (House, M.D.) – serie TV, episodio 2x12 (2006)
- Shark - Giustizia a tutti i costi (Shark) – serie TV, episodio 1x10 (2006)
- Vanished – serie TV, 8 episodi (2006)
- The Shield – serie TV, episodio 6x10 (2007)
- Detective Monk (Monk) – serie TV, episodio 6x04 (2007)
- Supernatural – serie TV, episodio 3x05 (2007)
- I signori del rum (Cane) – serie TV, episodio 1x08 (2007)
- Moonlight – serie TV, episodio 1x13 (2008)
- Lipstick Jungle – serie TV, 6 episodi (2008)
- Breaking Bad – serie TV, 13 episodi (2009-2012)
- NCIS - Unità anticrimine (NCIS) – serie TV, episodio 6x21 (2009)
- Chuck – serie TV, episodio 2x20 (2009)
- Hawthorne - Angeli in corsia (Hawthorne) – serie TV, episodio 1x07 (2009)
- Criminal Minds – serie TV, episodio 5x01 (2009)
- Miami Medical – serie TV, episodio 1x07 (2010)
- In Plain Sight - Protezione testimoni (In Plain Sight) – serie TV, episodio 3x12 (2010)
- Nikita – serie TV, episodio 1x03 (2010)
- Terriers - Cani sciolti (Terriers) – serie TV, episodi 1x01-1x04-1x05 (2010)
- Chase – serie TV, episodio 1x06 (2010)
- Law & Order: LA – serie TV, episodio 1x05 (2010)
- The Defenders – serie TV, episodio 1x16 (2011)
- William & Kate - Una favola moderna (William & Kate), regia di Mark Rosman – film TV (2011)
- Southland – serie TV, episodio 3x05 (2011)
- Body of Proof – serie TV, episodio 2x08 (2011)
- Hawaii Five-0 – serie TV, episodio 2x13 (2012)
- Ringer – serie TV, episodio 1x19 (2012)
- Awake – serie TV, episodio 1x07 (2012)
- Drop Dead Diva – serie TV, episodio 4x13 (2012)
- Vegas – serie TV, episodio 1x04 (2012)
- Private Practice – serie TV, episodio 6x07 (2012)
- Rizzoli & Isles – serie TV, episodio 3x15 (2012)
- Glee – serie TV, 7 episodi (2013-2015)
- Revolution – serie TV, 7 episodi (2013-2014)
- Twisted – serie TV, episodi 1x05 - 1x10 - 1x13 (2013-2014)
- Ben and Kate – serie TV, episodio 1x14 (2013)
- The Mentalist – serie TV, episodi 5x16 - 5x18 (2013)
- Chicago Fire – serie TV, episodi 1x22 - 1x23 (2013)
- Longmire – serie TV, episodio 2x06 (2013)
- Castle – serie TV, episodio 6x06 (2013)
- CSI - Scena del crimine (CSI: Crime Scene Investigation) – serie TV, episodio 14x08 (2013)
- Major Crimes – serie TV, episodio 2x14 (2013)
- Matador – serie TV, 8 episodi (2014)
- The Vampire Diaries – serie TV, 4 episodi (2014-2015)
- Code Black – serie TV, episodio 1x07 (2015)
- CSI: Cyber – serie TV, episodi 2x02 - 2x09 (2015)
- Bosch – serie TV, 4 episodi (2016)
- Unreal – serie TV, 10 episodi (2016-2018)
- Famous in Love – serie TV, episodio 1x02 (2017)
- Training Day – serie TV, episodi 1x02 - 1x10 (2017)
- Designated Survivor – serie TV, episodio 2x05 (2017)
- The Exorcist – serie TV, 4 episodi (2017)
- Kevin (Probably) Saves the World – serie TV, episodi 1x06-1x09 (2017)
- The Gifted – serie TV, 1 episodio (2018)
- L.A.'s Finest – serie TV, 2 episodi (2019)
- 9-1-1 – serie TV, 1 episodio (2019)
- Il natale di Julia (Check Inn to Christmas), regia di Sam Irvin - film TV (2020)
- General Hospital – serial TV (2020)
- Golia (Goliath) – serie TV, 1 episodio (2021)
- The Resident – serie TV, 2 episodi (2022-2023)
- Febbre d'amore – serial TV (2024-in corso)
- High Potential – serie TV, episodio 1x04 (2024)

## Doppiatori italiani
Nelle versioni in italiano delle opere in cui ha recitato, Christopher Cousins è stato doppiato da:
- Francesco Prando in Law & Order - I due volti della giustizia, Criminal Minds, Longmire, High Potential
- Luca Biagini in Breaking Bad, Body of Proof, Twisted, Designated Survivor
- Antonio Sanna in Cold Case - Delitti irrisolti, Supernatural, Castle
- Sergio Lucchetti in Chicago Fire, Famous in Love, Chuck
- Alberto Angrisano in The O.C., E.R. - Medici in prima linea
- Fabrizio Pucci in Senza traccia, Private Practice
- Davide Marzi in CSI: Miami, Bosch
- Roberto Chevalier in CSI: NY, Training Day
- Roberto Draghetti in The Grudge 2, Nella rete del serial killer
- Edoardo Nordio in Dr. House - Medical Division, Il natale di Julia
- Saverio Indrio in The Shield, Hawaii Five-0
- Pierluigi Astore in Unreal, The Exorcist
- Nino Prester in Gioco d'amore
- Massimo De Ambrosis in La vendetta del Ragno Nero
- Pino Insegno in Lipstick Jungle
- Gaetano Varcasia in NCIS - Unità anticrimine
- Enrico Di Troia in Detective Monk
- Maurizio Reti in William & Kate - Una favola moderna
- Gino La Monica in Glee
- Ezio Conenna in Ben and Kate
- Mario Cordova in The Mentalist
- Fabrizio Russotto in CSI - Scena del crimine
- Achille D'Aniello in Major Crimes
- Alberto Olivero in Matador
- Massimo Rossi in The Vampire Diaries
- Stefano Thermes in Code Black
- Ambrogio Colombo in CSI: Cyber
- Stefano Oppedisano in Goliath
- Dario Oppido in 9-1-1